# FNS kajószai
Az FNS kajószai (FNS歌謡祭; Hepburn: FNS Kayōsai) vagy angol címén FNS Music Festival éves rendszerességű zenés műsor, melyet a Fuji Network System és a Fuji Television rendez.

## Műsorvezetők
- Az átlag nézettség a Video Search adatait (Kantó régió, háztartások) veszi alapul. A Pirossal kiemelt a műsor történetének legnézettebb, míg a kékkel kiemelt a legkevésbé nézettebb adása.

| Kiadás | Kiadás | Dátum              | Nap       | Műsoridő    | Közvetítési cím               | Házigazda                     | Házigazda               | Segéd                         | Helyszín                                                      | Átlagos nézettség | Legmagasabb nézettség |
| Kiadás | Kiadás | Dátum              | Nap       | Műsoridő    | Közvetítési cím               | Férfi                         | Nő                      | Segéd                         | Helyszín                                                      | Átlagos nézettség | Legmagasabb nézettség |
| ------ | ------ | ------------------ | --------- | ----------- | ----------------------------- | ----------------------------- | ----------------------- | ----------------------------- | ------------------------------------------------------------- | ----------------- | --------------------- |
| 1.     | ED     | 1974. július 2.    | Kedd      | 20:00–21:25 | 1974-es FNS kajószai          | Ogava Hirosi                  | Josinaga Szajuri        | Kobajasi Daiszuke             | Imperial Hotel „Kudzsaku no ma”                               | 26,2%             | Ismeretlen            |
| 1.     | D      | 1974. július 18.   | Csütörtök | 20:00–21:55 | 1974-es FNS kajószai          | Ogava Hirosi                  | Josinaga Szajuri        | Kobajasi Daiszuke             | Nihon Gekijo                                                  | 34,0%             | Ismeretlen            |
| 2.     | ED     | 1974. december 10. | Kedd      | 20:00–21:25 | 1974-es FNS kajószai          | Ogava Hirosi                  | Josinaga Szajuri        | Kobajasi Daiszuke             | Imperial Hotel „Kudzsaku no ma”                               | Ismeretlen        | Ismeretlen            |
| 2.     | D      | 1974. december 19. | Csütörtök | 20:00–21:55 | 1974-es FNS kajószai          | Ogava Hirosi                  | Josinaga Szajuri        | Kobajasi Daiszuke             | Shinjuku Koma Theater                                         | 26,4%             | Ismeretlen            |
| 3.     | ED     | 1975. július 1.    | Kedd      | 20:00–21:25 | 1975-ös FNS kajószai          | Ogava Hirosi                  | Josinaga Szajuri        | Kobajasi Daiszuke Ivasza Tóru | Keio Plaza Hotel „Concord Ballroom”                           | 25,9%             | Ismeretlen            |
| 3.     | D      | 1975. július 17.   | Csütörtök | 20:00–21:55 | 1975-ös FNS kajószai          | Ogava Hirosi                  | Josinaga Szajuri        | Kobajasi Daiszuke Ivasza Tóru | Nakano Sun Plaza                                              | 22,3%             | Ismeretlen            |
| 4.     | ED     | 1975. december 2.  | Kedd      | 20:00–21:24 | 1975-ös FNS kajószai          | Ogava Hirosi                  | Josinaga Szajuri        | Kobajasi Daiszuke Ivasza Tóru | A Fuji TV egykori kavada-csói irodaháza 6. speciális stúdió   | 28,8%             | Ismeretlen            |
| 4.     | D      | 1975, december 16. | Kedd      | 19:30–21:24 | 1975-ös FNS kajószai          | Ogava Hirosi                  | Josinaga Szajuri        | Kobajasi Daiszuke Ivasza Tóru | Nakano Sun Plaza                                              | 30,3%             | Ismeretlen            |
| 5.     | ED     | 1976. december 7.  | Péntek    | 19:30–20:54 | 1976-os FNS kajószai          | Ogava Hirosi                  | Aszadzsi Jóko           | Ismeretlen→—                  | A Fuji TV egykori kavada-csói irodaháza 6. speciális stúdió   | Ismeretlen        | Ismeretlen            |
| 5.     | D      | 1976. december 21. | Kedd      | 19:30–21:24 | 1976-os FNS kajószai          | Ogava Hirosi                  | Aszadzsi Jóko           | Ismeretlen→—                  | Nakano Sun Plaza                                              | 28,2%             | Ismeretlen            |
| 6.     | ED     | 1977. december 6.  | Kedd      | 20:00–21:24 | 1977-es FNS kajószai          | Szekigucsi Hirosi             | Josimura Mari           | Ismeretlen→—                  | A Fuji TV egykori kavada-csói irodaháza 6. speciális stúdió   | 30,6%             | Ismeretlen            |
| 6.     | D      | 1977. december 20. | Kedd      | 19:30–21:24 | 1977-es FNS kajószai          | Szekigucsi Hirosi             | Josimura Mari           | Ismeretlen→—                  | Nakano Sun Plaza                                              | 36,0%             | 41,7%                 |
| 7.     | ED     | 1978. december 5.  | Kedd      | 20:00–21:24 | 1978-as FNS kajószai          | Cujuki Sigeru                 | Josimura Mari           | Ismeretlen→—                  | Nakano Sun Plaza                                              | Ismeretlen        | Ismeretlen            |
| 7.     | D      | 1978. december 18. | Kedd      | 19:00–21:24 | 1978-as FNS kajószai          | Cujuki Sigeru                 | Josimura Mari           | Ismeretlen→—                  | Nippon Budókan                                                | Ismeretlen        | Ismeretlen            |
| 8.     | ED     | 1979. december 4.  | Kedd      | 20:00–21:24 | 1979-es FNS kajószai          | Cujuki Sigeru                 | Josimura Mari           | Ismeretlen→—                  | Nakano Sun Plaza                                              | Ismeretlen        | Ismeretlen            |
| 8.     | D      | 1979. december 19. | Kedd      | 19:00–21:24 | 1979-es FNS kajószai          | Cujuki Sigeru                 | Josimura Mari           | Ismeretlen→—                  | Nippon Budókan                                                | Ismeretlen        | Ismeretlen            |
| 9.     | ED     | 1980. december 2.  | Kedd      | 20:00–21:24 | 1980-as FNS kajószai          | Cujuki Sigeru                 | Josimura Mari           | Ismeretlen→—                  | Nakano Sun Plaza                                              | Ismeretlen        | Ismeretlen            |
| 9.     | D      | 1980. december 16. | Kedd      | 19:00–21:24 | 1980-as FNS kajószai          | Cujuki Sigeru                 | Josimura Mari           | Ismeretlen→—                  | Nippon Budókan                                                | Ismeretlen        | Ismeretlen            |
| 10.    | ED     | 1981. december 1.  | Kedd      | 19:00–20:54 | 1981-es FNS kajószai          | Cujuki Sigeru                 | Josimura Mari           | Ismeretlen→—                  | Nakano Sun Plaza                                              | 26,3%             | Ismeretlen            |
| 10.    | D      | 1981. december 15. | Kedd      | 19:00–20:54 | 1981-es FNS kajószai          | Cujuki Sigeru                 | Josimura Mari           | Ismeretlen→—                  | Nippon Budókan                                                | 29,2%             | Ismeretlen            |
| 11.    | ED     | 1982. december 7.  | Kedd      | 19:00–20:54 | 1982-es FNS kajószai          | Cujuki Sigeru                 | Josimura Mari           | Ismeretlen→—                  | Nakano Sun Plaza                                              | 24,1%             | Ismeretlen            |
| 11.    | D      | 1982. december 21. | Kedd      | 19:00–20:54 | 1982-es FNS kajószai          | Cujuki Sigeru                 | Josimura Mari           | Ismeretlen→—                  | Nippon Budókan                                                | 28,3%             | Ismeretlen            |
| 12.    | ED     | 1983. december 6.  | Kedd      | 19:00–20:54 | 1983-as FNS kajószai          | Cujuki Sigeru                 | Josimura Mari           | Ismeretlen→—                  | Nakano Sun Plaza                                              | 20,1%             | Ismeretlen            |
| 12.    | D      | 1983. december 20. | Kedd      | 19:00–20:54 | 1983-as FNS kajószai          | Cujuki Sigeru                 | Josimura Mari           | Ismeretlen→—                  | Nippon Budókan                                                | 26,6%             | Ismeretlen            |
| 13.    | ED     | 1984. december 4.  | Kedd      | 19:00–20:54 | 1984-es FNS kajószai          | Cujuki Sigeru                 | Josimura Mari           | Ismeretlen→—                  | Nakano Sun Plaza                                              | 23,4%             | Ismeretlen            |
| 13.    | D      | 1984. december 18. | Kedd      | 19:00–20:54 | 1984-es FNS kajószai          | Cujuki Sigeru                 | Josimura Mari           | Ismeretlen→—                  | Nippon Budókan                                                | 22,8%             | Ismeretlen            |
| 14.    | ED     | 1985. december 3.  | Kedd      | 19:00–20:54 | 1985-ös FNS kajószai          | Cujuki Sigeru                 | Josimura Mari           | Ismeretlen→—                  | Nakano Sun Plaza                                              | 19,1%             | Ismeretlen            |
| 14.    | D      | 1985. december 17. | Kedd      | 19:00–20:54 | 1985-ös FNS kajószai          | Cujuki Sigeru                 | Josimura Mari           | Ismeretlen→—                  | Nippon Budókan                                                | 21,2%             | Ismeretlen            |
| 15.    | 15.    | 1986. december 16. | Kedd      | 19:00–21:54 | 1986-os FNS kajószai          | Cujuki Sigeru                 | Josimura Mari           | Ismeretlen→—                  | Nippon Budókan                                                | 24,4%             | Ismeretlen            |
| 16.    | 16.    | 1987. december 8.  | Kedd      | 19:00–21:54 | 1987-es FNS kajószai          | Cujuki Sigeru Furudate Icsiró | —                       | Ismeretlen→—                  | Nippon Budókan                                                | 24,8%             | Ismeretlen            |
| 17.    | 17.    | 1988. december 6.  | Kedd      | 19:00–21:54 | 1988-as FNS kajószai          | Cujuki Sigeru Furudate Icsiró | —                       | Ismeretlen→—                  | A Fuji TV egykori kavada-csói irodaháza 6. speciális stúdió   | Ismeretlen        | Ismeretlen            |
| 18.    | 18.    | 1989. december 12. | Kedd      | 19:00–21:54 | 1989-es FNS kajószai          | Cujuki Sigeru Furudate Icsiró | —                       | Ismeretlen→—                  | Nippon Budókan                                                | Ismeretlen        | Ismeretlen            |
| 19.    | 19.    | 1990. december 11. | Kedd      | 19:00–21:54 | 1990-es FNS kajószai          | Cujuki Sigeru                 | Kaszuda Eriko           | Ismeretlen→—                  | Nippon Budókan                                                | Ismeretlen        | Ismeretlen            |
| 20.    | 20.    | 1991. december 10. | Kedd      | 19:00–21:54 | 1991-es FNS kajószai          | Cujuki Sigeru                 | Kaszuda Eriko           | Ismeretlen→—                  | Grand Prince Hotel New Takanawa „Hiten”                       | 27,6%             | 32,2%                 |
| 21.    | 21.    | 1992. december 8.  | Kedd      | 19:00–21:54 | 1992-es FNS kajószai          | Cujuki Sigeru                 | Kaszuda Eriko           | Ismeretlen→—                  | Grand Prince Hotel New Takanawa „Hiten”                       | 26,4%             | Ismeretlen            |
| 22.    | 22.    | 1993. december 7.  | Kedd      | 19:00–21:54 | 1993-as FNS kajószai          | Cujuki Sigeru                 | Kaszuda Eriko           | Ismeretlen→—                  | Grand Prince Hotel New Takanawa „Hiten”                       | Ismeretlen        | Ismeretlen            |
| 23.    | 23.    | 1994. december 6.  | Kedd      | 19:00–21:54 | 1994-es FNS kajószai          | Cujuki Sigeru                 | Kaszuda Eriko           | Ismeretlen→—                  | Grand Prince Hotel New Takanawa „Hiten”                       | Ismeretlen        | Ismeretlen            |
| 24.    | 24.    | 1995. december 5.  | Kedd      | 19:00–21:54 | 1995-ös FNS kajószai          | Cujuki Sigeru                 | Kaszuda Eriko           | Ismeretlen→—                  | Grand Prince Hotel New Takanawa „Hiten”                       | Ismeretlen        | Ismeretlen            |
| 25.    | 25.    | 1996. december 10. | Kedd      | 19:00–21:54 | 1996-os FNS kajószai          | Kavabata Kendzsi              | Kaszuda Eriko           | Ismeretlen→—                  | Yokohama Arena                                                | 24,0%             | Ismeretlen            |
| 26.    | 26.    | 1997. december 11. | Csütörtök | 19:00–21:54 | 1997-es FNS kajószai          | Kavabata Kendzsi              | Kaszuda Eriko           | Ismeretlen→—                  | Yokohama Arena                                                | 21,7%             | Ismeretlen            |
| 27.    | 27.    | 1998. december 3.  | Csütörtök | 19:00–21:54 | 1998-as FNS kajószai          | Kavabata Kendzsi              | Kaszuda Eriko           | Ismeretlen→—                  | Grand Prince Hotel New Takanawa „Hiten”                       | 19,7%             | Ismeretlen            |
| 28.    | 28.    | 1999. december 2.  | Csütörtök | 19:00–22:14 | 1999-es FNS kajószai          | Kavabata Kendzsi              | Kaszuda Eriko           | Ismeretlen→—                  | Grand Prince Hotel New Takanawa „Hiten”                       | 22,2%             | Ismeretlen            |
| 29.    | 29.    | 2000. december 7.  | Csütörtök | 19:00–21:54 | 2000-es FNS kajószai          | Kavabata Kendzsi              | Kaszuda Eriko           | Ismeretlen→—                  | Grand Prince Hotel New Takanawa „Hiten”                       | 22,5%             | Ismeretlen            |
| 30.    | 30.    | 2001. december 6.  | Csütörtök | 19:00–22:03 | 2001-es FNS kajószai          | Kavabata Kendzsi              | Kaszuda Eriko           | Ismeretlen→—                  | Grand Prince Hotel New Takanawa „Hiten”                       | 16,3%             | Ismeretlen            |
| 31.    | 31.    | 2002. december 5.  | Csütörtök | 19:00–22:19 | 2002-es FNS kajószai          | Kavabata Kendzsi              | Kaszuda Eriko           | Ismeretlen→—                  | Grand Prince Hotel New Takanawa „Hiten”                       | 19,0%             | Ismeretlen            |
| 32.    | 32.    | 2003. december 3.  | Szerda    | 19:00–23:18 | 2003-as FNS kajószai          | Kavabata Kendzsi              | Kaszuda Eriko           | Ismeretlen→—                  | Grand Prince Hotel New Takanawa „Hiten”                       | 21,2%             | Ismeretlen            |
| 33.    | 33.    | 2004. december 1.  | Szerda    | 19:00–23:18 | 2004-es FNS kajószai          | Kavabata Kendzsi              | Kaszuda Eriko           | Ismeretlen→—                  | Grand Prince Hotel New Takanawa „Hiten”                       | 21,8%             | Ismeretlen            |
| 34.    | 34.    | 2005. december 7.  | Szerda    | 19:00–23:18 | 2005-ös FNS kajószai          | Kuszanagi Cujosi              | Kuroki Hitomi           | Kavabata Kendzsi              | Grand Prince Hotel New Takanawa „Hiten”                       | 20,1%             | Ismeretlen            |
| 35.    | 35.    | 2006. december 6.  | Szerda    | 19:00–23:18 | 2006-os FNS kajószai          | Kuszanagi Cujosi              | Kuroki Hitomi           | Kavabata Kendzsi Takasima Aja | Grand Prince Hotel New Takanawa „Hiten”                       | 21,3%             | Ismeretlen            |
| 36.    | 36.    | 2007. december 5.  | Szerda    | 19:00–23:18 | 2007-es FNS kajószai          | Kuszanagi Cujosi              | Kuroki Hitomi           | Kavabata Kendzsi Takasima Aja | Grand Prince Hotel New Takanawa „Hiten”                       | 20,7%             | Ismeretlen            |
| 37.    | 37.    | 2008. december 3.  | Szerda    | 19:00–23:18 | 2008-as FNS kajószai          | —                             | Kuroki Hitomi           | Kavabata Kendzsi Takasima Aja | Grand Prince Hotel New Takanawa „Hiten”                       | 19,7%             | Ismeretlen            |
| 38.    | 38.    | 2009. december 2.  | Szerda    | 19:00–23:18 | 2009-es FNS kajószai          | Kuszanagi Cujosi              | Kuroki Hitomi           | Kavabata Kendzsi Takasima Aja | Grand Prince Hotel New Takanawa „Hiten”                       | 18,5%             | Ismeretlen            |
| 39.    | 39.    | 2010. december 4.  | Szombat   | 19:00–23:10 | 2010-es FNS kajószai          | Kuszanagi Cujosi              | —                       | Kavabata Kendzsi Takasima Aja | Grand Prince Hotel New Takanawa „Hiten”                       | 21,7%             | 29,4%                 |
| 40.    | 40.    | 2011. december 7.  | Szerda    | 19:00–23:18 | 2011-es FNS kajószai          | Kuszanagi Cujosi              | Takasima Aja            | Kavabata Kendzsi              | Grand Prince Hotel New Takanawa „Hiten”                       | 19,9%             | 26,0%                 |
| 41.    | 41.    | 2012. december 5.  | Szerda    | 19:00–23:18 | 2012-es FNS kajószai          | Kuszanagi Cujosi              | Takasima Aja            | —                             | Grand Prince Hotel New Takanawa „Hiten”                       | 18,3%             | 22,8%                 |
| 42.    | 42.    | 2013. december 4.  | Szerda    | 19:00–23:18 | 2013-as FNS kajószai          | Kuszanagi Cujosi              | Takigava Christel       | —                             | Grand Prince Hotel New Takanawa „Hiten”                       | 18,8%             | 23,4%                 |
| 43.    | 43.    | 2014. december 3.  | Szerda    | 19:00–23:42 | 2014-es FNS kajószai          | Kuszanagi Cujosi              | Takasima Aja Kató Ajako | —                             | Grand Prince Hotel New Takanawa „Hiten” A Fuji TV V5 stúdiója | 15,4%             | 19,7%                 |
| 44.    | (1)    | 2015. december 2.  | Szerda    | 19:00–23:18 | 2015-ös FNS kajószai          | Vatanabe Ken                  | Moritaka Csiszato       | Kurabe Sinicsi                | Grand Prince Hotel New Takanawa „Hiten”                       | 16,1%             | 20,2%                 |
| 44.    | (2)    | 2015. december 16. | Szerda    | 19:00–21:54 | 2015-ös FNS kajószai the Live | Vatanabe Ken                  | Moritaka Csiszato       | Kurabe Sinicsi                | Fuji TV Special Studio Venus Fort Templom tér                 | 13,5%             | Ismeretlen            |
| 45.    | (1)    | 2016. december 7.  | Szerda    | 19:00–23:18 | 2016-os FNS kajószai          | Vatanabe Ken                  | Moritaka Csiszato       | Kató Ajako                    | Grand Prince Hotel New Takanawa „Hiten”                       | 12,6%             | 15,7%                 |
| 45.    | (2)    | 2016. december 14. | Szerda    | 19:00–23:18 | 2016-os FNS kajószai          | Vatanabe Ken                  | Moritaka Csiszato       | Kató Ajako                    | Fuji TV Special Studio                                        | 11,6%             | 16,8%                 |

※ ED: elődöntő, D: döntő, (1): 1. éjszaka, (2): 2. éjszaka

## Győztesek

### Nagydíj
| Év (#)    | Díjazott         | Győztes dal                 |
| --------- | ---------------- | --------------------------- |
| 1974      | Icuki Hirosi     | Miren                       |
| 1975      | Fusze Akira      | Cyclamen Kaori              |
| 1976 (5)  | Mijako Harumi    | Kita no jado kara           |
| 1977 (6)  | Isikava Szajuri  | Cugaru-kakidzsó, fujugesiki |
| 1978 (7)  | Szavada Kendzsi  | Love (dakisimetai)          |
| 1979 (8)  | Szaidzsó Hideki  | Young Man (Y.M.C.A.)        |
| 1980 (9)  | Icuki Hirosi     | Futari no joake             |
| 1981 (10) | Tera Oszó        | Ruby no jubi va             |
| 1982 (11) | Macuda Szeiko    | Nobara no Etude             |
| 1983 (12) | Hoszokava Takasi | Jagari no vatasi            |
| 1984 (13) | Icuki Hirosi     | Nagara vaenaka              |
| 1985 (14) | Nakamori Akina   | Meu amor é                  |
| 1986 (15) | Nakamori Akina   | Desire (dzsónecu)           |
| 1987 (16) | Kondó Maszahiko  | Orokamono                   |
| 1988 (17) | Nakajama Miho    | Witches                     |
| 1989 (18) | Hikaru Genji     | Taijó ga ippai              |
| 1990 (19) | B.B. Queens      | Odoru ponpokorin            |

### Legjobb énekes
| Év (#)    | Év (#)    | Győztes          | Díjazott dal              |
| --------- | --------- | ---------------- | ------------------------- |
| 1974      | 1. félidő | Fusze Akira      | Cumiki no heja            |
| 1974      | 2. félidő | Mori Sinicsi     | Kitakóro                  |
| 1975      | 1. félidő | Nogucsi Goró     | Kanasimi no ovarutoki     |
| 1975      | 2. félidő | Fusze Akira      | Katamuita micsisirube     |
| 1976 (5)  | 1976 (5)  | Mijako Harumi    | Kita no jado kara         |
| 1977 (6)  | 1977 (6)  | Isikava Szajuri  | Cugaru-kaikjó, fuyugesiki |
| 1978 (7)  | 1978 (7)  | Szaidzsó Hideki  | Blue Sky Blue             |
| 1979 (8)  | 1979 (8)  | Judy Ong         | Miszerarete               |
| 1980 (9)  | 1980 (9)  | Icuva Majumi     | Koibito jo                |
| 1981 (10) | 1981 (10) | Ivaszaki Hiromi  | Szumireiro no namida      |
| 1982 (11) | 1982 (11) | Icuki Hirosi     | Csigiri                   |
| 1983 (12) | 1983 (12) | Macuda Szeiko    | Glass no ringo            |
| 1984 (13) | 1984 (13) | Anzen csitai     | Wine Red no kokoro        |
| 1985 (14) | 1985 (14) | Anzen csitai     | Kanasimi ni szajonara     |
| 1986 (15) | 1986 (15) | Kobajasi Akira   | Acuki kokoro ni           |
| 1987 (16) | 1987 (16) | Nakamori Akina   | Nanbaszen                 |
| 1988 (17) | 1988 (17) | Nakamori Akina   | I Missed "The Shock"      |
| 1989 (18) | 1989 (18) | Hoszokava Takasi | Kitaguni e                |

### Legjobb újonc
| Év (#)    | Év (#)    | Győztes          | Díjazott dal                      |
| --------- | --------- | ---------------- | --------------------------------- |
| 1974      | 1. félidő | Nakadzsó Kijosi  | Uszo                              |
| 1974      | 2. félidő | Nisikava Mineko  | Anata ni ageru                    |
| 1975      | 1. félidő | Hoszokava Takasi | Kokoro no kori                    |
| 1975      | 2. félidő | Ivaszaki Hiromi  | Romance                           |
| 1976 (5)  | 1976 (5)  | Naitó Jaszuko    | Ototójo                           |
| 1977 (6)  | 1977 (6)  | Takada Mizue     | Glass zaka                        |
| 1978 (7)  | 1978 (7)  | Szató Munejuki   | Aoba-dzsó ko uta                  |
| 1979 (8)  | 1979 (8)  | Kurata Mariko    | How! Wonderful                    |
| 1980 (9)  | 1980 (9)  | Tahara Tosihiko  | Hattosite! Good                   |
| 1981 (10) | 1981 (10) | Kondó Maszahiko  | Gingiragin ni szarigenaku         |
| 1982 (11) | 1982 (11) | Sibuga kitai     | 100%… so kamo ne!                 |
| 1983 (12) | 1983 (12) | The Good-bye     | Kimagure One Way Boy              |
| 1984 (13) | 1984 (13) | Okada Jukiko     | Dreaming Girl koi, hadzsimemasite |
| 1985 (14) | 1985 (14) | Honda Minako     | Temptation (júvaku)               |
| 1986 (15) | 1986 (15) | Só-tai           | Kamenbudókai                      |
| 1987 (16) | 1987 (16) | BaBe             | I Don’t Know!                     |
| 1988 (17) | 1988 (17) | Jamato Szakura   | Ósó icsidai Koharu Sigure         |
| 1989 (18) | 1989 (18) | Marcia           | Furimukeba Jokohama               |
| 1990 (19) | 1990 (19) | Nindzsa          | Omacuri nindzsa                   |

### Legjobb sláger
| Év (#)    | Év (#)    | Győztes            | Díjazott dal                   |
| --------- | --------- | ------------------ | ------------------------------ |
| 1974      | 1. félidő | Tonoszama Kings    | Namida no Miszao               |
| 1974      | 2. félidő | Nakamura Maszatosi | Fureai                         |
| 1975      | 1. félidő | Kamajacu Hirosi    | Vagajoki tomojo                |
| 1975      | 2. félidő | Fusze Akira        | Cyclamen no Kaori              |
| 1976 (5)  | 1976 (5)  | Simon Maszato      | Ojoge! Taijaki-kun             |
| 1977 (6)  | 1977 (6)  | Pink Lady          | Nagisza no Sinbad              |
| 1978 (7)  | 1978 (7)  | Pink Lady          | UFO                            |
| 1979 (8)  | 1979 (8)  | Acumi Dzsiró       | Jume oi zake                   |
| 1980 (9)  | 1980 (9)  | Monta & Brothers   | Dancing All Night              |
| 1981 (10) | 1981 (10) | Rjú Tecuja         | Okuhida bodzsó                 |
| 1982 (11) | 1982 (11) | Ivaszaki Hiromi    | Szeibo-tacsi no Lullaby        |
| 1983 (12) | 1983 (12) | Ókave Eiszaku      | Sasanqua no jado               |
| 1984 (13) | 1984 (13) | Nakamori Akina     | Kita Wing                      |
| 1985 (14) | 1985 (14) | Nakamori Akina     | Kazari dzsanai no jo namida va |
| 1986 (15) | 1986 (15) | Nakamori Akina     | Desire (dzsónecu)              |
| 1987 (16) | 1987 (16) | Oginome Jóko       | Roppongi dzsundzsó-ha          |
| 1988 (17) | 1988 (17) | Hikaru Genji       |                                |
| 1989 (18) | 1989 (18) | Princess Princess  |                                |

### Közönségdíj
| Év (#)    | Év (#)    | Győztes          | Díjazott dal                |
| --------- | --------- | ---------------- | --------------------------- |
| 1974      | 1. félidő | Icuki Hirosi     |                             |
| 1974      | 2. félidő | Icuki Hirosi     |                             |
| 1975      | 1. félidő | Icuki Hirosi     |                             |
| 1975      | 2. félidő | Icuki Hirosi     |                             |
| 1976 (5)  | 1976 (5)  | Icuki Hirosi     |                             |
| 1977 (6)  | 1977 (6)  | Isikava Szajuri  | Cugaru-kaikjó, fuyugesiki   |
| 1978 (7)  | 1978 (7)  | Jamagucsi Momoe  | Playback Part 2             |
| 1979 (8)  | 1979 (8)  | Jamagucsi Momoe  | Sinajaka ni utatte          |
| 1980 (9)  | 1980 (9)  | Jasiro Aki       | Ame no bodzsó               |
| 1981 (10) | 1981 (10) | Icuki Hirosi     | Minato hitori uta           |
| 1982 (11) | 1982 (11) | Hoszokava Takasi | Kitaszakaba                 |
| 1983 (12) | 1983 (12) | Icuki Hirosi     | Szaszamejuki                |
| 1984 (13) | 1984 (13) | Hoszokava Takasi | Nanivabusi dajo dzsinszeiha |
| 1985 (14) | 1985 (14) | Icuki Hirosi     | Szosite… meguri ai          |
| 1986 (15) | 1986 (15) | Icuki Hirosi     | Naniva szakuzaki            |
| 1987 (16) | 1987 (16) | Icuki Hirosi     | Cuioku                      |
| 1988 (17) | 1988 (17) | Icuki Hirosi     | Minato no Goban-csó         |
| 1989 (18) | 1989 (18) | Isikava Szajuri  | Kaze no bon renka           |

### Legjobb dal (verseny)
| Év (#)   | Év (#)    | Győztes           | Díjazott dal           |
| -------- | --------- | ----------------- | ---------------------- |
| 1974     | 1. félidő | Nogucsi Goró      | Kokuhaku               |
| 1974     | 2. félidő | Jamagucsi Momoe   | Hito to nacu no keiken |
| 1975     | 1. félidő | Jamagucsi Momoe   | Fuju no iro            |
| 1975     | 2. félidő | Szakurada Dzsunko | Tensi no kucsibiru     |
| 1976 (5) | 1976 (5)  | Ken Naoko         | Aba jo                 |
| 1977 (6) | 1977 (6)  | Jamagucsi Momoe   | Cosmos                 |
| 1978 (7) | 1978 (7)  | Jamagucsi Momoe   | Playback Part 2        |

### Különdíj
| Év (#)    | Év (#)    | Győztes                           | Díjazott dal                                       |
| --------- | --------- | --------------------------------- | -------------------------------------------------- |
| 1974      | 1. félidő | Azusza Micsijo                    | Futari de oszake vo                                |
| 1974      | 1. félidő | Minami Kószecu to Kagujahime      | Imóto                                              |
| 1974      | 1. félidő | Juki Szaori                       | Micsisio                                           |
| 1974      | 2. félidő | Grape                             | Sórjó nagasi                                       |
| 1974      | 2. félidő | Idzsú Kajoko                      | Osiete                                             |
| 1975      | 1. félidő | Szavada Kendzsi                   | Paris ni hitori                                    |
| 1975      | 1. félidő | Down Town Boogie Band             | Smokin’ Boogie Minato no Jóko, Jokohama, Jokoszuka |
| 1975      | 2. félidő | Ucsijamada Hirosi to Cool Five    | Nakanosima Blues                                   |
| 1976 (5)  | 1976 (5)  | Ómi Tosiró                        | Ju no macsi Elegy                                  |
| 1976 (5)  | 1976 (5)  | Futaba Juriko                     | Ganpeki no haha                                    |
| 1976 (5)  | 1976 (5)  | Miszora Hibari                    | Zasszó no uta                                      |
| 1977 (6)  | 1977 (6)  | Icuki Hirosi                      |                                                    |
| 1977 (6)  | 1977 (6)  | Beauty Pair                       |                                                    |
| 1978 (7)  | 1978 (7)  | Gó Hiromi & Kiki Kirin            | Ringo szacudzsin dzsiken                           |
| 1978 (7)  | 1978 (7)  | Icuki Hirosi                      | 5. évfordulós különdíj                             |
| 1978 (7)  | 1978 (7)  | Fusze Akira                       | 5. évfordulós különdíj                             |
| 1978 (7)  | 1978 (7)  | Mijako Harumi                     | 5. évfordulós különdíj                             |
| 1978 (7)  | 1978 (7)  | Isikava Szajuri                   | 5. évfordulós különdíj                             |
| 1979 (8)  | 1979 (8)  | Godiego                           | Beautiful Name Ginga tecudó 999                    |
| 1979 (8)  | 1979 (8)  | Kanazava Akiko                    | Cugaru dzsongara busi                              |
| 1980 (9)  | 1980 (9)  | YMO                               | Reideen                                            |
| 1980 (9)  | 1980 (9)  | Jamagucsi Momoe                   |                                                    |
| 1981 (10) | 1981 (10) | Icuki Hirosi                      |                                                    |
| 1982 (11) | 1982 (11) | nem adták át                      | nem adták át                                       |
| 1983 (12) | 1983 (12) | Szavada Kendzsi                   | 10. évfordulós különdíj                            |
| 1983 (12) | 1983 (12) | Szaidzsó Hideki                   | 10. évfordulós különdíj                            |
| 1983 (12) | 1983 (12) | Icuki Hirosi                      | 10. évfordulós különdíj                            |
| 1984 (13) | 1984 (13) | Kenny Loggins                     | Foot Loose                                         |
| 1984 (13) | 1984 (13) | Isszei fúbi Sepia                 | Zenrjaku, dó no ue jori                            |
| 1984 (13) | 1984 (13) | Jackie Chan                       | I Love You, You, You                               |
| 1985 (14) | 1985 (14) | Onjanko Club                      | Sailor-fuku vo nugaszanaide                        |
| 1985 (14) | 1985 (14) | Tunnels                           | Ame no ni siazabu                                  |
| 1985 (14) | 1985 (14) | Mori Sinicsi                      | Onna mo jó                                         |
| 1986 (15) | 1986 (15) | Onjanko Club                      | Medley                                             |
| 1986 (15) | 1986 (15) | Isii Akemi Finzy Kontini          | Cha-cha-cha                                        |
| 1986 (15) | 1986 (15) | Kitadzsima Szaburó                | Kita no rjóba                                      |
| 1987 (16) | 1987 (16) | Hikaru Genji                      | Star Light                                         |
| 1987 (16) | 1987 (16) | Isikava Szajuri                   | Cugaru-kaikjó, fuyugesiki                          |
| 1987 (16) | 1987 (16) | a-ha                              | Living Daylights                                   |
| 1988 (17) | 1988 (17) | Simura Ken to Daidzsóbu da Family | Unjarange                                          |
| 1988 (17) | 1988 (17) | Icuki Hirosi                      | 15. évfordulós különdíj                            |
| 1989 (18) | 1989 (18) | Miszora Hibari                    | Kava no nagare no jóni                             |
| 1989 (18) | 1989 (18) | CoCo                              | Equal Romance                                      |

## Közvetítő televízióadók
| Terület                                           | Televízióadó                   | Hálózat                         | Megjegyzések                              |
| ------------------------------------------------- | ------------------------------ | ------------------------------- | ----------------------------------------- |
| Kantó                                             | Fuji TV                        | Fuji Network                    | gyártó                                    |
| Hokkaidó                                          | Hokkaido Cultural Broadcasting | Fuji Network                    |                                           |
| Ivata prefektúra                                  | Iwate Menkoi Television        | Fuji Network                    | 1991. óta                                 |
| Mijagi prefektúra                                 | Sendai Television              | Fuji Network                    |                                           |
| Akita prefektúra                                  | Akita TV                       | Fuji Network                    |                                           |
| Jamagata prefektúra                               | Sakuranbo TV                   | Fuji Network                    | 1997. óta                                 |
| Fukusima prefektúra                               | Fukushima TV                   | Fuji Network                    |                                           |
| Niigata prefektúra                                | Niigata Sogo Television        | Fuji Network                    |                                           |
| Nagano prefektúra                                 | Nagano Broadcasting Systems    | Fuji Network                    |                                           |
| Sizuoka prefektúra                                | TV Shizuoka                    | Fuji Network                    |                                           |
| Tojama prefektúra                                 | Toyama TV                      | Fuji Network                    |                                           |
| Isikava prefektúra                                | Ishikawa TV                    | Fuji Network                    |                                           |
| Fukui prefektúra                                  | Fukui TV                       | Fuji Network                    |                                           |
| Csúkjó                                            | Tokai TV                       | Fuji Network                    |                                           |
| Kinki                                             | Kansai TV                      | Fuji Network                    |                                           |
| Simane prefektúra Tottori prefektúra              | San-in Chuo TV                 | Fuji Network                    |                                           |
| Okajama prefektúra →Okajama- és Kagava prefektúra | Okayama Broadcasting           | Fuji Network                    | 1979. óta Kagava prefektúrában is sugároz |
| Hirosima prefektúra                               | TV New Hiroshima               | Fuji Network                    | 1975. óta                                 |
| Ehime prefektúra                                  | TV Ehime                       | Fuji Network                    |                                           |
| Kócsi prefektúra                                  | Kochi Sun TV                   | Fuji Network                    | 1997. óta                                 |
| Fukuoka prefektúra                                | Television Nishinippon         | Fuji Network                    |                                           |
| Szaga prefektúra                                  | Saga TV                        | Fuji Network                    |                                           |
| Nagaszaki prefektúra                              | TV Nagasaki                    | Fuji Network                    |                                           |
| Kumamoto prefektúra                               | TV Kumamoto                    | Fuji Network                    |                                           |
| Kagosima prefektúra                               | Kagoshima TV                   | Fuji Network                    |                                           |
| Okinava prefektúra                                | Okinawa TV                     | Fuji Network                    |                                           |
| Óita prefektúra                                   | TV Oita                        | Nippon TV Fuji Network          |                                           |
| Mijazaki prefektúra                               | TV Miyazaki                    | Nippon TV Fuji Network TV Asahi |                                           |

### Korábbi adók
| Terület              | Televízióadó | Hálózat                | Megjegyzések |
| -------------------- | ------------ | ---------------------- | ------------ |
| Jamagata prefektúra  | Yamagata TV  | Fuji Network           | 1992-ben     |
| Hirosima prefektúra  | Hiroshima TV | Nippon TV Fuji Network | 1974-ben     |
| Jamagucsi prefektúra | TV Yamaguchi | TBS Fuji Network       | 1986-ban     |